# Flastroff
Flastroff település Franciaországban, Moselle megyében. Lakosainak száma 371 fő (2022. január 1.). Flastroff Bibiche, Colmen, Grindorff-Bizing, Schwerdorff, Waldweistroff és Waldwisse községekkel határos.

## Népesség
A település népességének változása:
| Lakosok száma | 398  | 371  | 357  | 302  | 317  | 320  | 326  | 324  | 340  | 371  |
|               | 1968 | 1982 | 1990 | 2006 | 2013 | 2015 | 2017 | 2019 | 2020 | 2022 |